# Якопо Тьєполо

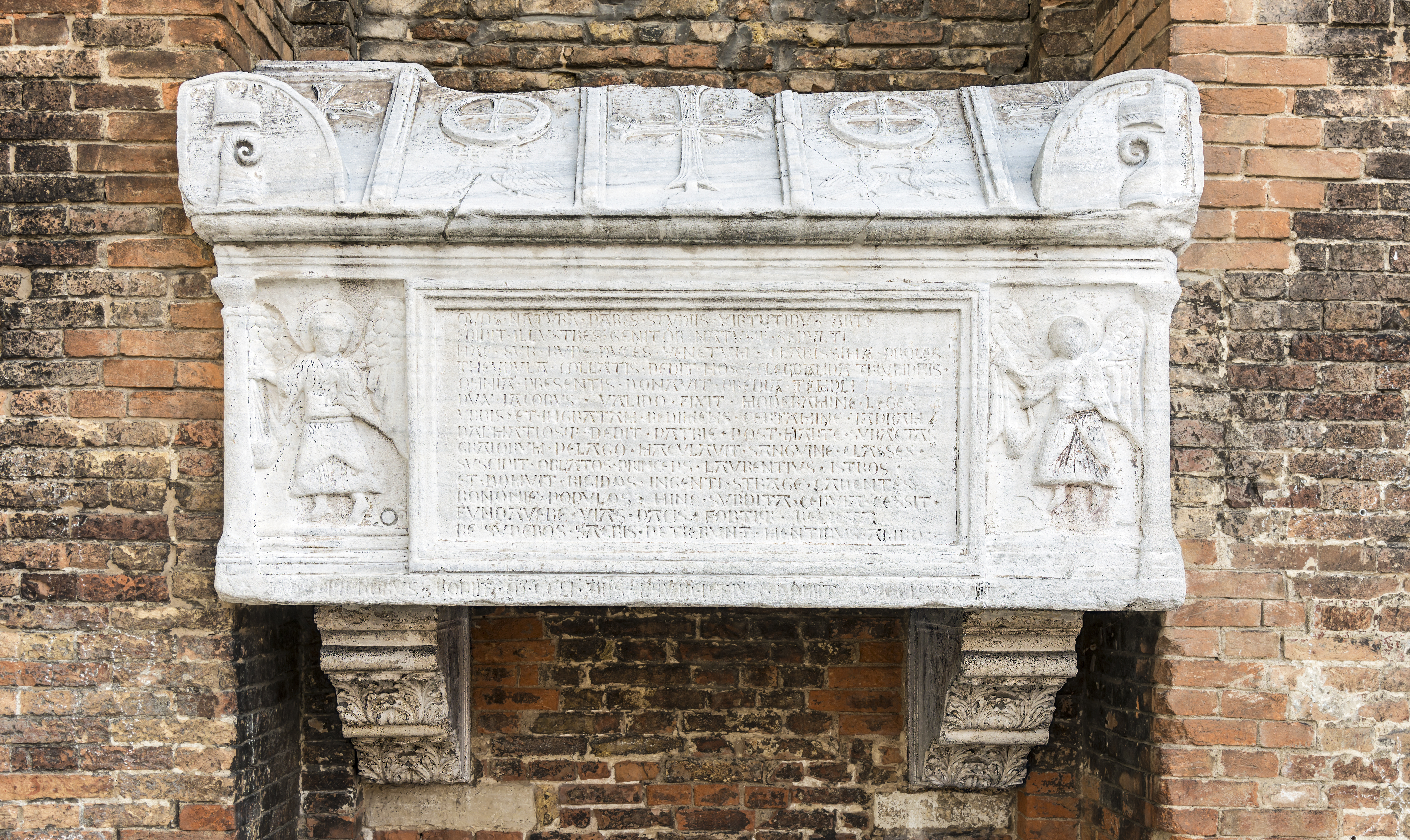
Могила Якопо Тьєполо

Якопо Тьєполо (італ. Jacopo Tiepolo) — 43-й венеційський дож у 1229—1249 роках.

## Біографія
Належав до родини торгівців, що мешкала в парафії Сан-Ермагола. Син П'єтро Тьєполо. Вперше згадується в 1190 році як купець, що вів торгівлю з Константинополем, отримавши кредит від П'єтро Дзіані. 1196 році брав участь у морському поході на Константинополь, але біля Абідосу моряки збунтувалися, тому командувачі повернулися до Венеції.
1205 року увійшов до Ради сорока, брав участь у обранні дожем П'єтро Дзіані. 1207 року призначається суддею, а 1209 року — герцогом (намісником) Криту, ставши першим, хто обійняв цю нову посаду. Перебував тут до 1214 року. Він почав його систематичне заселення венеційською знаттю і солдатами, здійснювалося політика покатоличення. У відповідь у 1210 році спалахнуло повстання, яке підтримали генуезці. 1211 року повстання було придушене за допомоги наксоського герцога Марко Санудо. Але останній вирішив закріпитися на Криті. Лише 1213 року за допомогою дипломатії Тьєполо змусив того залишити острів.
1217 року призначається подестою Константинополя. Того ж року укладає вигідну торгівельну угоду з румським султаном Кей-Кубадом I, а у серпні 1219 року — нікейським імператором ]Феодором I. Від останнього отримав титул деспота. Під час міжцарства після смерті імператриці Іоланди у вересні 1219 року він був одним із наймогутніших політиків Латинської імперії разом із регентом Кононом де Бетюном.
У січні 1221 року був свідком у Римі того, як Матвій, новопризначений латинський патріарх Константинопольський, відмовився від прав юрисдикції своєї кафедри над венеційськими церковними установами в Латинській імперії на користь патріархату Градо. Наприкінці літа 1221 року призначається подестою Тревізо. У цій якості він підписав мирний договір з Бертольдом Андексом, патріархом Аквілеї, який був на користь останнього.
У квітні 1223 року Тьєполо повернувся до Риму , щоб отримати від папи римського Гонорія III скасування деяких церковних санкцій, накладених на венеційських мешканців Латинської імперії. За цим знову призначається подестою Константинополя. 20 лютого 1224 року він уклав угоду з латинським імператором Робертом, яка підтвердила економічні привілеї, якими користувалися венеційці в імперії. Восени 1224 року повернувся до Венеції.
Навесні 1227 року знову був відправлений посланцем до Риму, і пізніше того ж року знову став подестою Тревізо. У 1228 року призначається молодшим радником дожа. 
6 березня 1229 року обирається дожем. На виборах за нього та його суперника Маріно Дандоло голосили Ради сорока поділилися порівну. Ситуацію виправили жеребкуванням, що призвело до перемоги Якопо Тьєполо. Це спричинило тертя не лише з колишнім дожем, П'єтро Дзіані, а й між родами Дандоло й Тьєполо. Для запобігання подібного випадку кількість Ради було збільшено з 40 до 41. Того ж року оприлюднив новий закон щодо торгівельного права. 
Сприяв більшому залученню до управління купецького стану, насамперед з нових родин, не пов'язаних зі стародавніми патриціанськими родами. Посилив вплив Велика ради і сенату.
1232 року видав закон про покарання кримінальних злочинів. Того ж року урочисто прийняв у Венеції імператора Фрідріха II, але не зміг того переконати відмовитися від союзу з Нікейською імперією. Втім Венеція отримала привілеї на торгівлю з Сицилійським королівством. У 1234 році пожертвував власні землі домініканському та францисканському орденам, якими було розпочато спорудження базилік Санті-Джованні-е-Паоло та Санта-Марія-Глоріоза-дей-Фрарі (завершено у XIV ст.).
Фактично підтримав дії Другої Ломбардської ліги проти політики імператора Фрідріха II у північній Італії. Також дож був на боці папства у протистоянні з імператором. Більше того, Венеція поступово перейшла до активної опозиції Фрідріху II, забезпечивши призначення венеційців подестами в ломбардських містах та заохочуючи їх до опору імператору. Але 28 листопада 1237 року у битві під Кортенуово, де син дожа, П'єтро, очолював міланські війська, імператор здобув переконливу перемогу над Лігою. 1238 року Якопо Тьєполо відкрито вступив у союз з Генуезькою республікою, а 1239 року — папою римським Григорієм IX, уклавши союзи проти імператора. Також венеційці втрутилися у війну з ломбардцями на боці бунтівних баронів.
1240 року запровадив магістратуру П'ятьох за Мир задля вирішення питань, пов'язаних з несмертельними бійками між простолюдинами як венеційцями, так і іноземцями. Того ж року відправив війська для допомоги в обороні Равенни, того ж року венеційці захопили Феррару. У відповідь було страчено П'єтро Тьєполо. Втім дож продовжив боротьбу проти імператора. Разом з тим наказав укріпити усі замки та фортеці на підвладних землях в Далмації, Істрії та Італії з огляду на загрозу від вторгнення монголів. Але влада венеційців у далматійському узбережжя послабилася, виявом чого стало повстання у Зарі 1242 року, яке, втім, було швидко придушено. Втім такі настрої поширилися й на Істрію, де повстало місто Пола. Але й тут венеційське військо відновило контроль Республіки.
1242 року Якопо Тьєполо оженився на Вальдраді, доньці сицилійського короля Танкреда. Водночас було завершено кодифікація цивільного права у вигляді «Нового статуту» лат. Statutum novum.
1245 року венеційські патриції Маріно Морозіні, Реньєро Дзено та Джованні да Канал фактично перейшли на бік Фрідріха II. Така позиція представників впливових родів змусила дожа відмовитися від активної антиімператорської політики.
У травні 1249 року пішов у відставку, переїхав до своєї приватної резиденції в церкві Сант-Агостіно в Сан-Поло. Помер у липні цього ж року. Поховано у церкві Санті-Джованні-е-Паоло.